# Yumeta Company
Yumeta Company (ゆめ太カンパニー), tên cũ là TYO Animations Inc., là một xưởng phim hoạt hình được thành lập tại Tokyo, Nhật Bản.
Vào ngày 1 tháng 7 năm 2009, Yumeta Company được sáp nhập với Hal Film Maker và đổi tên thành TYO Animations. Ngày 1 tháng 12 năm 2017, Memory Tech Holdings (công ty mẹ của Graphinica) mua lại TYO Animations và đổi tên công ty trở lại thành Yumeta Company.

## Tác phẩm

### Phim truyền hình
| Năm  | Tựa đề                                                                        | Đạo diễn        | Số tập | Ghi chú |
| ---- | ----------------------------------------------------------------------------- | --------------- | ------ | --- |
| 2004 | Harukanaru Toki no Naka de: Hachiyou Shou                                     | Tsunaki Aki     | 26     | Chuyển thể từ shōjo manga cùng tên của Mizuno Tohko.                                                       |
| 2006 | Kin'iro no Corda: Primo Passo                                                 | Ochi Kōjin      | 26     | Chuyển thể từ bộ manga của Kure Yuki.                                                                      |
| 2008 | Neo Angelique Abyss                                                           | Katagai Shin    | 13     | Chuyển thể từ trò chơi điện tử Neo Angelique (spin-off của Angelique).                                     |
| 2008 | Neo Angelique Abyss -Second Age-                                              | Katagai Shin    | 13     | Phần tiếp theo của Neo Angelique Abyss.                                                                    |
| 2009 | Miracle Train: Ōedo-sen e yōkoso                                              | Kasai Ken'ichi  | 13     | Tác phẩm gốc.                                                                                              |
| 2011 | Mainichi Kaasan                                                               | Hongo Mitsuru   | 46     | Chuyển thể từ manga của Saibara Rieko. Đồng sản xuất với Dong Woo Animation. Sản xuất từ tập 97–142.       |
| 2011 | Tamayura: Hitotose                                                            | Sato Junichi    | 12     | Phần tiếp theo của Tamayura.                                                                               |
| 2012 | Ginga e Kickoff!!                                                             | Uda Kōnosuke    | 39     | Chuyển thể từ tiểu thuyết Ginga no World Cup của Kawabata Hiroko.                                          |
| 2012 | Chōyaku hyakunin isshu: Uta koi                                               | Kasai Ken'ichi  | 13     | Chuyển thể từ josei mangacùng tên của Sugita Kei.                                                          |
| 2013 | Odoriko Clinoppe                                                              | Shin Katagai    | 26     | Dựa trên trò chơi di động của GREE.                                                                        |
| 2013 | Tamayura: More Aggressive                                                     | Sato Junichi    | 12     | Phần tiếp theo của Tamayura: Hitotose.                                                                     |
| 2014 | Kin'iro no Corda: Blue Sky                                                    | Ochi Kōjin      | 12     | Dựa trên trò chơi điện tử của Koei.                                                                        |
| 2014 | Ōkami shōjo to kuro ōji                                                       | Kasai Ken ichi  | 12     | Chuyển thể từ shōjo manga của Hatta Ayuko.                                                                 |
| 2015 | Sengoku Musou                                                                 | Ochi Kōjin      | 12     | Chuyển thể từ loạt trò chơi điện tử Samurai Warriors của Koei Tecmo. Đồng sản xuất với Tezuka Productions. |
| 2015 | YuruYuri San Hai!                                                             | Hiroyuki Hata   | 12     | Mùa thứ ba của YuruYuri.                                                                                   |
| 2016 | Terra Formars: Revenge                                                        | Fukuda Michio   | 13     | Phần tiếp theo của Terra Formars. Hợp tác sản xuất với Liden Films.                                        |
| 2018 | Akkun to kanojo                                                               | Katagai Shin    | 25     | Chuyển thể từ manga cùng tên của Kakitsubata Waka.                                                         |
| 2018 | Kitsune no Koe                                                                | Ochi Kōjin      | 12     | Chuyển thể từ một manhwa Trung Quốc.                                                                       |
| 2019 | Re:Stage! Dream Days♪                                                         | Katagai Shin    | 12     | Dựa trên một thương hiệu truyền thông của Pony Canyon và Comptiq. Hợp tác sản xuất với Graphinica.         |
| 2021 | Muv-Luv Alternative                                                           | Nishimoto Yukio | 12     | Dựa trên visual novel cùng tên của âge. Hợp tác sản xuất với Graphinica và Flagship Line.                  |
| 2022 | CUE!                                                                          | Katagai Shin    | 24     | Dựa trên một game smartphone do Liber Entertainment phát triển. Hợp tác sản xuất với Graphinica.           |
| 2022 | Tokyo Mew Mew New                                                             | Natori Takahiro | 12     | Chuyển thể từ shōjo manga của Yoshida Reiko và Ikumi Mia. Hợp tác sản xuất với Graphinica.                 |
| 2023 | Tokyo Mew Mew New (mùa 2)                                                     | Natori Takahiro | 12     | Phần tiếp theo của Tokyo Mew Mew New; hợp tác sản xuất với Graphinica.                                     |
| 2024 | Shinmai Ossan Bōkensha, Saikyō Party ni Shinu Hodo Kitaerarete Muteki ni Naru | Katagai Shin    |        | Chuyển thể từ light novel của Kishima Kiraku.                                                              |

### OVA/ONA
| Năm phát sóng | Tên                                                                 | Đạo diễn                      | Số tập | Ghi chú |
| ------------- | ------------------------------------------------------------------- | ----------------------------- | ------ | --- |
| 2009          | Kin'iro no Corda: Secondo Passo                                     | Ochi Kōjin                    | 2      | Phần tiếp theo của La Corda d'Oro.                                                                                               |
| 2010          | Mudazumo Naki Kaikaku                                               | Mizushima Tsutomu             | 3      | Chuyển thể từ bộ manga của Ohwada Hideki.                                                                                        |
| 2011          | +Tic Elder Sister                                                   | Mizushima Tsutomu             | 12     | Chuyển thể từ manga cùng tên của Kurii Cha.                                                                                      |
| 2012          | One Off                                                             | Sato Junichi                  | 4      | Tác phẩm gốc. |
| 2014          | Tamayura: More Aggressive - Tsuitachi dake no shūgakuryokou, nanode |                               | 1      | Tập bổ sung. |
| 2014          | Sengoku Musou: Sanada no Shou                                       | Kōjin Ochi                    | 1      | Chuyển thể từ loạt trò chơi điện tử Samurai Warriors của Koei Tecmo.                                                             |
| 2015          | YuruYuri Nachuyachumi!                                              | Hata Hiroyuki                 | 1      | Tập OVA của YuruYuri. |
| 2015          | YuruYuri Nachuyachumi! +                                            | Hata Hiroyuki                 | 2      | Phần tiếp theo của YuruYuri Nachuyachumi!.                                                                                       |
| 2015          | Aria the Avvenire                                                   | Sato Junichi                  | 3      | Kỉ niệm 10 năm phát sóng anime truyền hình Aria.                                                                                 |
| 2019          | Cannon Busters                                                      | LeSean Thomas Natori Takahiro | 12     | Hợp tác sản xuất với Satelight.                                                                                                  |
| 2023          | Shūmatsu no Valkyrie II                                             | Ōkubo Masao                   | 15     | Phần tiếp theo của Shūmatsu no Valkyrie và đồng sản xuất với Graphinica. Chuyển thể từ manga của Umemura Shinya và Fukui Takumi. |

### Phim điện ảnh
| Năm phát sóng | Tên                                      | Đạo diễn          | Ghi chú                                                                                    |
| ------------- | ---------------------------------------- | ----------------- | ------------------------------------------------------------------------------------------ |
| 2006          | Harukanaru Toki no Naka de: Maihitoyo    | Shinohara Toshiya | Phần tiếp theo của Harukanaru Toki no Naka de Hachiyō Shō.                                 |
| 2015          | Tamayura ~Sotsugyō Shashin~              | Sato Junichi      | Bốn phần phim. Nối tiếp câu chuyện của Tamayura: More Aggressive.                          |
| 2019          | Kaijuu Girls (Black)                     | Yamamoto Yasutaka | Dựa theo anime ngắn Kaiju Girls.                                                           |
| 2020          | Digimon Adventure: Last Evolution Kizuna | Taguchi Tomohisa  | Phần tiền truyện của Digimon Adventure tri. Hợp tác sản xuất với Toei Animation.           |
| 2023          | Digimon Adventure 02: The Beginning      | Taguchi Tomohisa  | Phần tiếp theo của Digimon Adventure: Last Evolution Kizuna, sản xuất cùng Toei Animation. |